# Glycopeptide

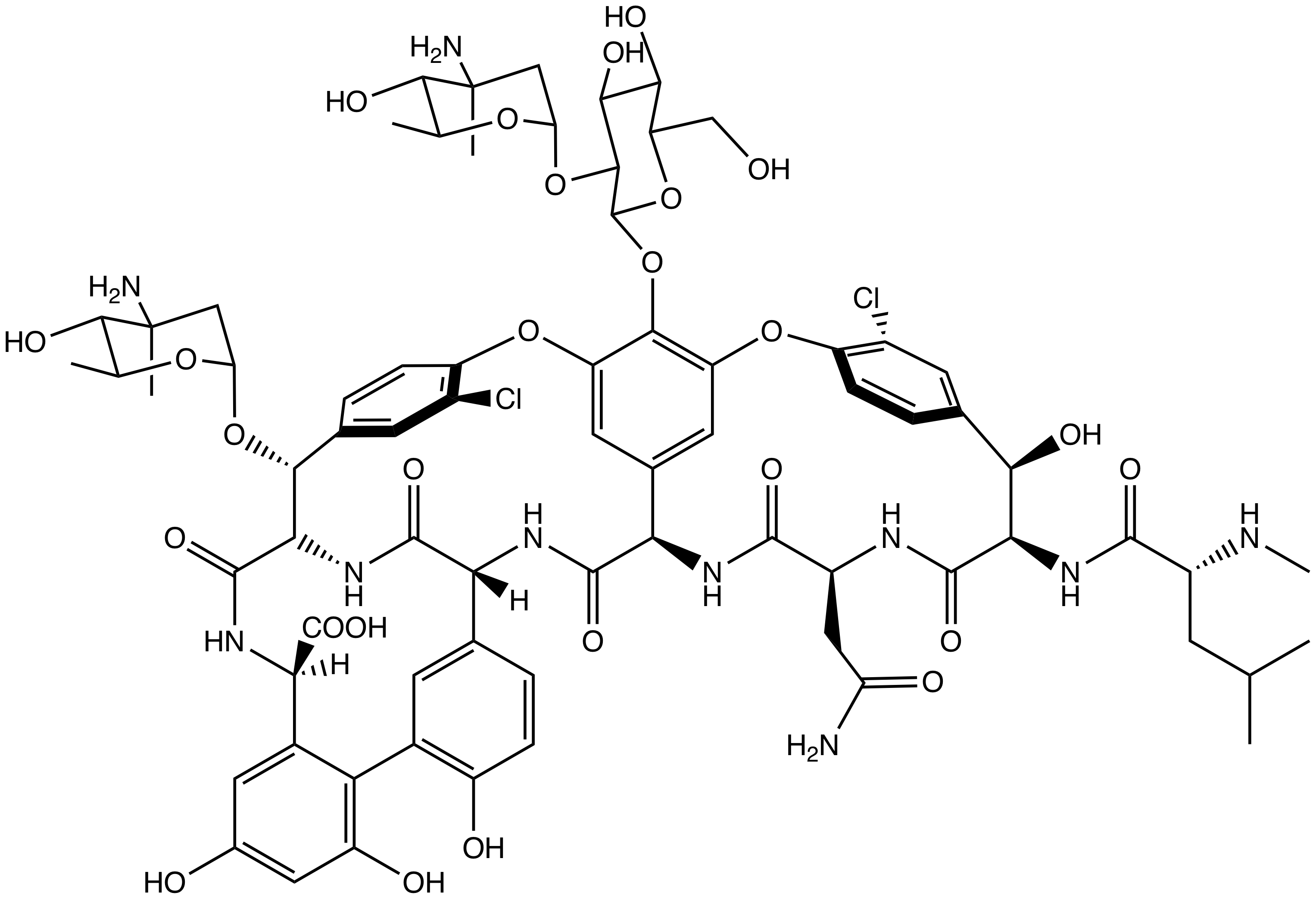
Structure de la chloroérémomycine, un glycopeptide obtenu par fermentation de souches d'une actinobactérie

Les glycopeptides sont une famille d'antibiotiques utilisés en médecine pour lutter contre les bactéries à Gram positif, en particulier certains Staphylococoques résistants tels que les Staphylococcus aureus résistants à la méticilline (SARM). Les glycopeptides les plus anciens et les plus utilisés sont des molécules d'origine naturelle, la vancomycine (premier glycopeptide, découvert dans les années 1950) et la teicoplanine. Du fait de l'apparition de résistances (notamment certains Entérocoques résistants à la vancomycine, ou ERV) et afin d'améliorer le profil pharmacologique, notamment sur le plan de la toxicité, une deuxième génération de glycopeptides semi-synthétiques a été développée : elle comprend l'oritavancine, la dalbavancine et la télavancine,,. Sur le plan structurel, la teicoplanine et les glycopeptides de seconde génération sont dotés d'une chaîne latérale lipophile et sont regroupées pour cette raison sous le nom de lipoglycopeptides (en).
Le mode d'action général des glycopeptides repose sur l'inhibition de la synthèse du peptidoglycane, constituant principal de la paroi bactérienne, ce qui les rapproche de la super classe des bétalactamines. Plus précisément, ils agissent à une étape tardive de la synthèse en ciblant un précurseur direct du peptidoglycane appelé lipide II (en). En fin de synthèse les molécules de lipide II produites à l'intérieur de la cellule bactérienne sont extériorisées et entrent en contact avec le glycopeptide (incapable de franchir la membrane plasmique). Le glycopeptide se lie de manière non covalente (liaisons hydrogène) à l'extrémité C-terminale du lipide II, plus précisément aux motifs D-Ala-D-Ala qui garantissent la spécificité bactérienne de l'action, et cette liaison augmente l'encombrement stérique autour du précurseur. Les molécules de lipide II ainsi encombrées ne parviennent plus à s'assembler lors des étapes finales de transglycosylation et de transpeptidation, ce qui aboutit à la synthèse d'un peptidoglycane fragilisé qui est facilement détruit sous l'effet des variations osmotiques et des enzymes autolytiques de la cellule bactérienne. 
Les lipoglycopeptides disposent d'un mode d'action supplémentaire dû à la chaîne latérale qui les caractérise : cette structure lipophile leur permet de s'ancrer à la membrane plasmique, et donc de se concentrer à proximité de leur cible le lipide II, mais elle possède aussi une action toxique directe sur la membrane plasmique dont elles induisent la perméabilisation et/ou la dépolarisation. Des travaux récents visent à élargir encore la classe, par exemple via le séquençage du génome d'Actinomycètes à la recherche de glycopeptides dotés d'un nouveau mode d'action. 
Certaines bactéries ont développé des résistances aux glycopeptides notamment en créant une cible alternative de D-Ala D-Ala occupant certaines molécules de glycopeptides, on parle de séquestrations d'antibiotiques.

## Tableau d'efficacité
Voici un tableau d'efficacité potentiel des glycopeptides.
Légende :
- spectre utile ;
- non couvert ;
- intermédiaire / résistance fréquente ;
- CG+ : Cocci gram + ;
- BGN : bacilles gram négatif ;
- BG+ : Bacilles gram +.

### Bactéries aérobies
L'information du spectre d'efficacité de l'antibiotique est à titre indicatif (en particulier pour les étudiants en médecine), si vous devez prescrire des antibiotiques, veuillez vous référer aux recommandations officielles.
|          | Gram + | Gram - |
| Cocci    | Staphylocoque (cocci en amas) : - à coagulase neg ; - aureus. Streptocoque (cocci en chainettes) : - pyogenes du groupe A, pneumoniae ; - autres streptocoques : groupe D (bovis) ... Entérocoques : (diplocoques) enterococcus fecalis (ressemblent aux streptocoques) | Nesseria (2 principaux cocci gram -) : - meningitidis (meningocoque) ; - gonorrhoeae. Cocco-baciles (germes en pédiatrie) : - moraxella ; - branhamella catarrhalis. |
| Bacilles | "Listeria monocytogenes (le seul BG+ à connaitre)" "corynebacteirum diphteriae" Bacillus anthracis | Entérobactéries : E. Coli (ETEC, EPEC, EHEC), Klebsiella, enterobacter, serratia, proteus, salmonella, shigella, yersinia pestis / enterocolitica Autres BGN : Campylobacter, heliicobacter pilori et jejuni, vibrio cholerae, pasteurella, haemophilius influenzae HACEK (Haemophilus, Actinobacillus, Cardiobacterium, Eikenella, Kingella) Bordetella pertussis, legionella (intracellulaire facultative) Morsures griffures : bartonella henselae, Francisella tularensis (griffe du chat) pseudomonas (à part) |

### Bactéries anaérobies
L'information du spectre d'efficacité de l'antibiotique est à titre indicatif (en particulier pour les étudiants en médecine), si vous devez prescrire des antibiotiques, veuillez vous référer aux recommandations officielles.
|          | Gram + | Gram - |
| Bacilles | Clostridium (principaux BG+ anaerobies) : tetani, botulinum, perfringens, difficile Propionibacterium acnes Actinomyces | bacteroides fragilis fusobacterium morsures griffures : Pasteurella multocida (chien, anaérobie facultative) |
| Cocci    | Peptostreptoccus sp. | |

### Autres bactéries
L'information du spectre d'efficacité de l'antibiotique est à titre indicatif (en particulier pour les étudiants en médecine), si vous devez prescrire des antibiotiques, veuillez vous référer aux recommandations officielles.
| Intracellulaires | Spirochètes (bactéries hélicoïdales Gram -)                    | Mycobactéries = BAAR                                        | Nocardia             |
| --- | -------------------------------------------------------------- | ----------------------------------------------------------- | -------------------- |
| Chlamydia (trachomatis, psitacci, pneumoniae) Mycoplasme (pulmonaire), ureaplasma urealyticum (uro génital) Rickettsia | Treponema (pallidum ) Borrelia (burgdorferi = lyme) Leptospira | Tuberculosis Leprae Mycobactéries atypiques (avium, xenopi) | Pneumoystis joriveci |

| Germes Intracellulaires facultatifs | Germes Intracellulaires obligatoires |
| --- | --- |
| Legionella (BGN aérobie) Bordetella pertussis : coqueluche (BGN aérobie) Mycobacterium tuberculosis : tuberculose (mycobactérie) Salmonella typhi: fièvre typhoïde (BGN aérobie) Brucella sp: brucellose (?) Legionella pneumophila: légionellose (BGN aérobie) Listeria monocytogenes : listériose (BG+ aérobie) Francisella tularensis : tularémie (?) | Mycobacterium leprae : lèpre (mycobactérie) Rickettsia sp : fièvre boutonneuse, typhus Coxiella burnetii : fièvre Q Chlamydia trachomatis : trachome, pneumopathies (intracellulaire) |